# Еји
Еји (фр. Heilly) насеље је и општина у североисточној Француској у региону Пикардија, у департману Сома која припада префектури Амјен.
По подацима из 2011. године у општини је живело 378 становника, а густина насељености је износила 40,34 становника/km². Општина се простире на површини од 9,37 km². Налази се на средњој надморској висини од 38 метара (максималној 107 m, а минималној 31 m).

## Демографија
| 1962. | 1968. | 1975. | 1982. | 1990. | 2011. |
| ----- | ----- | ----- | ----- | ----- | ----- |
| 367   | 346   | 343   | 353   | 391   | 378   |

График промене броја становника у току последњих година